# Улица Котина (Санкт-Петербург)
Улица Ко́тина — улица в Красносельском районе Санкт-Петербурга. Проходит от Ленинского проспекта до улицы Маршала Казакова.

## История
Улица получила название 29 декабря 1980 года в память о Жозефе Яковлевиче Котине — советском конструкторе гусеничной техники, главном конструкторе Кировского завода.

## Пересечения
- Ленинский проспект;
- улица Маршала Казакова.

## Транспорт
Ближайшие к улице Котина станции метро — «Автово», «Ленинский проспект», «Проспект Ветеранов» и «Кировский завод».
Автобус № 333.

## Достопримечательности
- Дом 2 — Подростково-молодёжный клуб «Ровесник»